# 설레스트 홈
설레스트 홈(영어: Celeste Holm, 1917년 4월 29일 ~ 2012년 7월 15일)은 미국의 배우이다.

## 영화
- 신사협정 (영화)
- 스네이크 핏
- 로드 하우스 (1948년 영화)
- 세 부인
- 이브의 모든 것 (영화)
- 상류사회 (1956년 영화)
- 뉴욕 세 남자와 아기
- 스틸 브리딩

## 텔레비전
- 세인트루이스에서 만나요
- 스트리트즈 오브 샌프란시스코
- 형사 콜롬보
- 원더우먼 (1975년 드라마)
- 애즈 더 월드 턴즈
- 매그넘 P.I.
- 치어스
- 천사의 손길
- 서드 워치
- 우피 골드버그

## 연극
- 오클라호마!
- 왕과 나 (뮤지컬)
- 애나 크리스티
- 캔디다